# Crotalus intermedius
Il serpente a sonagli messicano dalla testa piccola (Crotalus intermedius Troschel, 1865) è un serpente della famiglia Viperidae diffuso nel Messico centrale e meridionale.